# 関市立武儀中学校
関市立武儀中学校（せきしりつ むぎちゅうがっこう）は、岐阜県関市に存在した公立中学校。

## 概要
- 旧・武儀郡武儀町の中学校であり、関市武儀地区が校区であった。2016年、上之保中学校と統合し、津保川中学校の新設により廃校。
- 校地、校舎は津保川中学校として使用されている。

## 沿革
- 1965年（昭和40年）12月 - 中学校統合推進協議会が発足。武儀村の3つの中学校（中之保中学校・富之保中学校・下之保中学校）の統合が検討される。
- 1968年（昭和43年）
  - 4月1日 - 中之保中学校、富之保中学校、下之保中学校を統合し、武儀村立武儀中学校として開校。名目上の統合であり、従来の中学校を分教室（中之保分教場、富之保分教場、下之保分教場）とする。
  - 8月 - 統合校舎の起工式を行う。
- 1969年（昭和44年）9月1日 - 統合校舎が完成。中之保分教場、富之保分教場、下之保分教場を廃止。
- 1971年（昭和46年）4月1日 - 武儀村が町制施行し武儀町となる。同時に武儀町立武儀中学校に改称する。
- 2005年（平成17年）2月7日 - 板取村、上之保村、洞戸村、武儀町、武芸川町が関市に編入される。同時に関市立武儀中学校に改称する。
- 2016年（平成28年）
  - 3月25日 - 閉校式。
  - 3月31日 - 閉校。